# Klemen Prepelič
Klemen Prepelič   (Maribor, 20 d'octubre de 1992) és un jugador de bàsquet eslovè. Amb 1,91 metres d'alçada juga en la posició d'escorta.

## Carrera esportiva
Es va formar al planter del Branik Maribor eslovè, amb qui va arribar com a professional amb el primer equip del club a la segona divisió la temporada 2009-10. Aquell estiu fitxa per l'Helios Domzale on realitzaria principalment una gran segona temporada, amb unes mitjanes a la Lliga Adriàtica de 14,4 punts, i de 15,2 a la lliga eslovena, i amb qui seria subcampió de Copa. El 2012 fitxa per l'Union Olimpija Ljubljana, amb qui guanyaria la Copa i seria subcampió de lliga, a més de participar per primera vegada a l'Eurolliga. La temporada següent se'n va a la lliga turca per jugar a les files del Banvit. Després de no ser triat en el Draft de l'NBA del 2014 torna a l'Olimpija Ljubljana aquell mateix any.
La temporada 2015-16 fitxa per l'EWE Baskets Oldenburg de la lliga alemanya, i un any després se'n va a jugar al Limoges francès. La temporada 2017-18 no es mou de França, però canvia d'equip i passa a formar part del Levallois Metropolitans parisenc. La temporada 2018-19 fitxa pel Reial Madrid, un equip que guanyarà la Lliga i la Supercopa però en el que ell no tindrà gaires minuts. Per aquest motiu la temporada 2019-20 se'n va cedit al Club Joventut Badalona. El juliol del 2020 es va anunciar el seu fitxatge pel València Basket.

### Internacional
Debuta amb la selecció del seu país a l'europeu sub18 de Vilnius de l'any 2010, i serà internacional també els dos anys següents amb la sub 20. L'any 2014 debuta amb l'absoluta d'Eslovènia a l'Eurobasket. El 2016 participa en el preeuropeu i el 2017 es proclama campió d'Europa a l'Eurobasket celebrat a Hèlsinki i Istambul. També participa en les fases de classificació per a la Copa del Món de l'any 2019.